# A három testőr (film, 1961)
A három testőr (Les Trois Mousquetaires) egy 1961-ben bemutatott kétrészes, színes francia kalandfilm, Bernard Borderie rendezébéban, id. Alexandre Dumas 1844-ben megjelent azonos című, klasszikus regényéből. A főszereplők között megtalálhatók a kor neves színpadi színművészei, mint Gérard Barray, Georges Descrières, Mylène Demongeot, Daniel Sorano, Jean Carmet és profi kaszkadőrök, vívómesterek, harcművészek, mint Guy Delorme, Yvan Chiffre, Claude Carliez. A film két részét egyidőben vagy néhány hét különbséggel mutatták be.
- Az I. rész alcíme: „A királyné nyakéke” (Les Ferrets de la reine).[2]
- A II. rész alcíme: „A Milady bosszúja” (La Vengeance de Milady).

## Cselekmény
A film története hűen követi a regény cselekményének fő fonalát, a dramaturgia miatt szükséges egyszerűsítésekkel.

### I. rész:A királyné nyakéke
A történet 1625-ban kezdődik, a Loire-menti Meung faluban. Ide érkezik D’Artagnan lovag, elszegényedett gascogne-i nemes ifjú, aki Párizsba igyekszik, zsebében apja levelével, melyben Monsieur Tréville-nek, a királyi muskétások kapitányának jóindulatába ajánlja fiát, aki felvételét kéri a muskétások közé. (A „muskétás” szót a magyar műfordításban „testőr”-ként emlegetik).
A faluba érkezve D’Artagnan egy rejtélyes szépasszonyra lesz figyelmes, akinek férfi kísérőjével, Rochefort gróffal óvatlanul szóváltásba keveredik, nem tudván, hogy Richelieu bíboros, főminiszter titkosügynökeivel van dolga. Párbajra hívja a grófot, de a szépasszony, Milady de Winter pénzt ad a falusiaknak, akik botokkal, fakanalakkal eszméletlenre verik a gascogne-it. Rochefort gróf halottnak hiszi, és elveszi tőle a Tréville-hez szóló ajánlólevelét. Magához térve D’Artagnan felfogadja szolgának a helybéli Planchet-t, és vele együtt megy Párizsba. Eladja sovány gebéjét, szállást bérel és jelentkezik Tréville kapitánynál. Közben, szándéka ellenére, egymás után inzultál három királyi muskétást, Athost, Porthost és Aramist, és mindhármukat párbajra hívja. A párbajozást Richelieu főminiszter szigorúan megtiltotta, fürkésző gárdistái rajtaütnek a vívni készülő csoporton, és le akarják őket tartóztatni. A három muskétás és D’Artagnan együtt harcolva levágják a gárdistákat, elmenekülnek és szoros barátságot kötnek. A bíboros panaszt tesz a királynál, aki titkos elégtételt (és némi kárörömöt) érezve megjutalmazza vitéz muskétásait. D’Artagnant Tréville kapitány felveszi testőrkadétnak Des Essarts úr századába.
Ettől kezdve a négy jóbarát a királyi pár elszánt híve és harcosa lesz, magukra vonva a nagy hatalmú Richelieu bíboros neheztelését. Tartaniuk kell a bíboros embereitől, a szép és veszedelmes Milady de Wintertől, Rochefort gróftól és a rivális gárdisták kapitányától is.

XIII. Lajos király, Anna királyné és Richelieu bíboros

D’Artagnan lovag udvarolni kezd szállásadója, Bonacieux úr feleségének, a szép Constance-nak, Anna királyné komornájának. A nőt Rochefort gróf gárdistái el akarják rabolni, de D’Artagnan megmenti. Constance beavatja titkába, hogy a királyné titkos barátságot ápol Buckingham herceggel, Anglia főminiszterével, I. Károly angol király kegyencével, aki háborúra készül Franciaország ellen. Aramis és titkos szeretője, Chevreuse hercegné segítségével Buckingham álruhában meglátogatja a királynét magánlakosztályában. A bíboros el akarja fogatni az angol herceget, így kompromittálva a királynét. Porthos és D’Artagnan tévútra vezetik a gárdistákat, és kiszöktetik Buckinghamet Párizsból. A királyné egyik udvarhölgye, a bíboros beépített ügynöke, jelenti, hogy Anna királyné óvatlanul egy értékes gyémánt-függősort ajándékozott udvarlójának, melyet férjétől, Lajos királytól kapott. Richelieu ráveszi a királyt, rendezzen udvari bált, ahol a királyné viselje az értékes gyémánt függőket. Közben a bíboros Angliába küldi ügynökét, a szép Milady de Wintert, hogy lopja el az ékszert a hercegtől.
Constance felajánlja a csapdába került királynénak, hogy a hűséges D’Artagnant és három megbízható barátját küldje titokban Angliába, hogy visszahozzák az ékszert. A csoport elindul, de Boulogne-ban Rochefort emberei megtámadják őket. A három muskétás visszamarad és fedezi D’Artagnan továbbjutását Londonba. A Milady előtte jár, és a herceg lakosztályában kutatva kis híján megszerzi az elzárt gyémántokat. A királyné levelét hozó D’Artagnan érkezésével a Miladynek menekülnie kell. Buckingham átadja az ékszert D’Artagnannak és biztosítja visszaútját a francia partokig. D’Artagnan útközben felszedi hátrahagyott barátait, sikerrel kijátssza a palotát körülzáró, őrá vadászó gárdistákat, és átadja az ékszert a királynénak, aki büszkén viseli azt a bálon. A Milady bosszút esküszik D’Artagnan és Constance ellen, a kijátszott Richelieu maga is rábólint a nő szándékára.

### II. rész:A Milady bosszúja
Constance D’Artagnan szeretője lesz. Férjére, Bonacieux úrra a bíboros ráijeszt, hogy zokszó nélkül tűrje a házasságtörő viszonyt, és jó pénzért kémkedjen a felesége, és rajta keresztül a királyné után. D’Artagnant felveszik a királyi muskétások közé. Aramis titkos levelet hoz Buckinghamtől, amelyet D’Artagnan átad Constance-nak, aki kézbesíti a királynénak. A levélben a herceg tudatja, hogy rövidesen haddal indul a királyi csapatok által ostromlott La Rochelle felmentésére, hogy támogatást nyújtson a protestáns védőknek és elszakítsa a várost Franciaországtól. A levelet elégetik, de kémje révén Richelieu értesül róla. A bíborosnak mindenáron meg kell tudnia mi állt benne. Ügynökei elrabolják és egy kolostorba zárják Constance-ot, akit Rochefort gróf zsarolással és kínvallatással próbál együttműködésre kényszeríteni.
A bíboros hívatja D’Artagnant, szemére veti, hogy a lovag az állam ellenségeivel levelez. Elfogatja és a Milady jól őrzött kastélyába szállíttatja. A nő az ágyába viszi, hogy így megtudja tőle a levél tartalmát. D’Artagnan azért udvarol a nőnek, hogy megtudja, hol rejtegetik Constance-ot. Szex közben D’Artagnan meglátja a Milady vállára rásütött liliomot, a prostituáltak szégyenbélyegét. Titkának megőrzésére a nő kést ránt és megpróbálja megölni D’Artagnant, de az éppen időben érkező testőrök szétverik a kastélyt őrző gárdistákat és kimenekítik barátjukat. A csoport ezután betör abba a  kolostorba, ahol Constance-t őrzik, szétverik a bíboros ottani gárdistáit is, megszöktetik Constance-t és elrejtik egy biztonságos karmelita apácazárdában, amelynek főnökasszonya a királyné híve.
A Milady találkozik a bíborossal. Felajánlja, hogy megöli ellenségét, Buckingham hercegét. Cserébe biankó felhatalmazást kér, hogy büntetlenül megölhesse, aki az útjában áll. Richelieu látra szóló menlevelet ír neki, melynek „felmutatója parancsomra, államérdekből tette, amit tett.” Athos, valójában La Fère grófja, kihallgatja a beszélgetést, és felismeri a Miladyben egykori feleségét, akit azért taszított el, mert rájött a nő eltitkolt, szennyes múltjára. A bíboros távozása után Athos rátör a Miladyre és erőszakkal elveszi tőle a bíboros menlevelét.

Rochefort gróf és Milady de Winter

A Milady Angliába utazik. Felkeresi Buckingham herceg fanatikus katolikus szolgáját, Feltont. Önmagát a kéjsóvár herceg meggyalázott áldozatának hazudja, és rábírja Feltont, ölje meg Buckingham herceget. Hazatérve a Milady a karmelita zárdába siet, és leszúrja Constance-t. Az elkésve érkező D’Artagnan és barátai már csak a haldoklót találják. Üldözőbe veszik a Milady hintaját, elfogják a nőt, akit Athos ott helyben kivégez. A Miladyt kereső gárdistákat leverik. D’Artagnan megvív Rochefort gróffal és megöli őt.
Párizsba visszatérve D’Artagnan a bíboros saját kezű menlevelével igazolja magát, amelyet Athos a Miladytől vett el. A bíboros elképed D’Artagnan merészségén, és szemet huny a történtek felett. A négy jóbarát a királyi sereg kötelékében indul La Rochelle ostromára.

## Szereposztás
| Szerep                                          | Színész              | Magyar hangja (1. szinkron, 1976) | Magyar hangja (2. szinkron)                    |
| ----------------------------------------------- | -------------------- | --------------------------------- | ---------------------------------------------- |
| D’Artagnan lovag                                | Gérard Barray        | Fülöp Zsigmond                    | Mihályi Győző                                  |
| Athos / La Fère grófja                          | Georges Descrières   | Harsányi Frigyes                  | Galbenisz Tomasz                               |
| Porthos                                         | Bernard Woringer     | Perlaki István                    | (I.) Szabó Sipos Barnabás (II.) Galambos Péter |
| Aramis                                          | Jacques Toja         | Kertész Péter                     | Pusztaszeri Kornél                             |
| Ausztriai Anna királyné                         | Françoise Christophe | Béres Ilona                       | (I.) Nyírő Bea (II.) Ábrahám Edit              |
| XIII. Lajos király                              | Guy Tréjan           | Velenczey István                  | (I.) Szacsvay László (II.) Balázsi Gyula       |
| Richelieu bíboros                               | Daniel Sorano        | Tyll Attila                       | (I.) Helyey László (II.) Kárpáti Tibor         |
| Milady de Winter                                | Mylène Demongeot     | Moór Marianna                     | Takács Katalin                                 |
| Rochefort gróf                                  | Guy Delorme          | N/A                               | (I.) Kárpáti Tibor (II.) Jakab Csaba           |
| Madame de Chevreuse hercegné                    | Léna Skerla          | N/A                               | N/A                                            |
| Constance Bonacieux                             | Perrette Pradier     | Borbás Gabi                       | (I.) Rudolf Teréz (II.) Söptei Andrea          |
| Bonacieux úr, Constance férje                   | Robert Berri         | Farkas Antal                      | (I.) Tolnai Miklós (II.) Gruber Hugó           |
| De Tréville gróf, a királyi testőrség kapitánya | Henri Nassiet        | N/A                               | N/A                                            |
| Bernajoux, a bíborosi gárda kapitánya           | Claude Carliez       | N/A                               | N/A                                            |
| Buckingham hercege                              | Jacques Berthier     | Mécs Károly                       | N/A                                            |
| Planchet, d’Artagnan szolgája                   | Jean Carmet          | Körmendi János                    | (I.) Fesztbaum Béla (II.) Nádas György         |
| Grimaud, Athos szolgája                         | Jacques Seiler       | N/A                               | N/A                                            |
| Mousqueton, Porthos szolgája                    | Henri Cogan          | N/A                               | N/A                                            |
| Bazin, Aramis szolgája                          | André Weber          | N/A                               | N/A                                            |
| Kitty, a Milady szobalánya                      | Anne Tonietti        | N/A                               | N/A                                            |
| John Felton, Buckingham szolgája                | Sacha Pitoëff        | N/A                               | N/A                                            |

## Eltérések az eredeti regénytől
A Dumas-regényben leírt eredeti történethez képest az 1961-es film több egyszerűsítést tartalmaz:
- A regényben a Milady Angliában hozzáfér a királyné gyémántos nyakékéhez, amelyet Buckingham hercege trófeaként visel. Levág róla két gyémántos függőt, és eljuttatja Richelieu kezéhez, aki ennek birtokában javasolja Lajos királynak, hogy a párizsi udvari bálon kérje számon Anna királynétől a hiányzó gyémántokat. Amikor D’Artagnan, a királyné megbízásából Angliában jelentkezik a nyakékért, a hiány kiderül, Buckingham herceg ékszerésze nagy jutalomért rohammunkában újakkal pótolja a levágott függőket. A herceg gyanítja, hogy a tolvaj Milady de Winter lehetett, de a nő már visszaszökött Franciaországba. A filmben ez a „kanyar” nem szerepel, D’Artagnan egyszerűen csak visszahozza az ékszert a királynénak.
- A regényben szerepel a Milady sógora, De Winter angol gróf (lord), aki Buckingham herceg hűséges híve, és gyanakszik, hogy a kétes múltú Miladynek része lehetett abban, hogy férje, De Winter bátyja mérgezésben meghalt, és vagyonát özvegye, a Milady örökölte. D’Artagnanék levélben figyelmeztetik, hogy a Milady ismét úton van Londonba. A lord elfogatja a Miladyt, és intézkedik, hogy egy távoli gyarmatra toloncolják. A Milady azonban elcsábítja börtönőrét, a fanatikus katolikus Feltont, akit rávesz, hogy ölje meg az erkölcstelen herceget. A filmben De Winter lord nem szerepel, a fogságba vetés kimarad, a történés egyszerűbb.
- A Milady üldözése és kivégzése a regényben egy összetettebb történés-sorozat: Volt férje, Athos, La Fère grófja vérbíróságot hív össze, ahol a Milady bűnös múltjának minden élő szereplőjét és tanúját megidézi vádlóként, köztük De Winter lordot és a lille-i hóhért is, akinek fivérét a nő csáberejével romlásba és öngyilkosságba kergette, és aki ezért bosszúból ráégette a nő vállára a prostituáltak szégyenbélyegét. A bíróság tagjai halálra ítélik a Miladyt, Constance meggyilkolásáért, Felton felbujtásáért, első férjének megmérgezéséért, és további áldozatainak anyagi és erkölcsi tönkretételéért. A lille-i hóhér pallossal a fejét veszi. A filmben Athos egyszerűen leszúrja a Miladyt az út szélén.
- A regény cselekményének lényeges részét képezi La Rochelle 1627–1628-as ostroma, ahol a négy muskétás egyfelől kitüntetést kap vitéz tetteiért, másfelől szerencsésen átvészelik a Rochefort és a Milady által ellenük szervezett gyilkos merényleteket. A filmből az ostrom teljesen kimaradt, csak a záró jelenetben indul a királyi hadsereg, a muskétásokkal együtt, La Rochelle ostromára.
- A regényben D’Artagnan lovag és Rochefort gróf többször megvívnak egymással, azután kibékülnek. A filmben D’Artagnan harcban megöli Rochefort-t.
- A regény epilógusában Dumas röviden leírja a főhősök további sorsát: A bíboros D’Artagnant, elismerése jeléül testőrhadnaggyá nevezi ki. Athos, azaz La Fère gróf egy darabig D’Artagnan alárendeltjeként szolgál, azután leszerel és hazatér birtokaira. Porthos is leszerel és elvesz egy pénzes özvegyet, Aramis pedig papnak áll. A film ezekre nem tér ki.

## Forgatási helyszínek

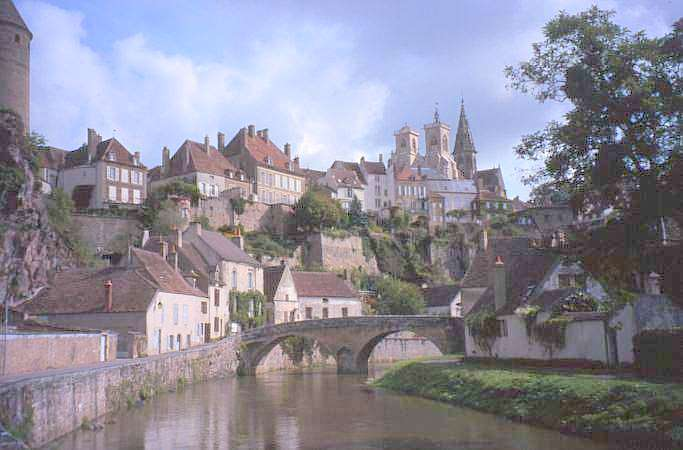
Semur-en-Auxois óvárosa (Côte-d’Or megye), a külső felvételek egyik helyszíne

A belső stúdiófelvételeket Val-de-Marne megyében, a Joinville-le-Pont-i stúdiókban ették fel. 
A külső felvételeket több helyszínen forgatták:
- Párizs 16. kerületében, a boulogne-i erdőben (Bois de Boulogne),
- Ain megyében, Pérouges középkori óvárosában,
- Côtes-d’Armor (akkori nevén Côtes-du-Nord) megyében, a plévenoni Fort-la-Latte erődben,
- Côte-d’Or megyében, a Courcelles-lès-Semur-i, a Marigny-le-Cahouët-i, montbard-i, és Semur-en-Auxois-i óvárosokban és kastélyokban, továbbá Marmagne-ban, a fontenayi ciszterci apátság-ban
- Oise megyében, a parnes-i Alincourt kastélyben, és a compiègne-i Saint-Corneille apátságban,
- Seine-et-Marne megyében, a guermantes-i és a Fleury-en-Bière-i kastélyokban, az Ozoir-la-Ferrière-i Armainvilliers-majorságban, és a Fontainebleau-i kastély ovális udvarában.

## További információ
- A három testőr: A királyné nyakéke (Trois mousquetaires: Les ferrets de la reine), 1961 a PORT.hu-n (magyarul)
- A három testőr: A Milady bosszúja (Les trois mousquetaires: La vengeance de Milady), 1961 a PORT.hu-n (magyarul)

- A három testőr: A királyné nyakéke (Les trois mousquetaires: Première époque - Les ferrets de la reine)  az Internetes Szinkron Adatbázisban (magyarul)
- A három testőr: A Milady bosszúja (Les trois mousquetaires: Tome II - La vengeance de Milady)  az Internetes Szinkron Adatbázisban (magyarul)

- A három testőr: A királynő nyakéke az Internet Movie Database oldalon (angolul)
- A három testőr: A Milady bosszúja az Internet Movie Database oldalon (angolul)

- Les Trois Mousquetaires: Les ferrets de la reine (francia nyelven). AlloCiné.fr, 1961
- Les Trois Mousquetaires: La vengeance de Milady (francia nyelven). AlloCiné.fr, 1961

## Kapcsolódó szócikk
- La Rochelle ostroma (1627–1628)(wd)